# 特威德河畔貝里克站
特威德河畔貝里克站（英語：Berwick-upon-Tweed railway station）是英國的一個鐵路車站，位於英格蘭諾森伯蘭郡特威德河畔貝里克。該站是英格蘭最北端的火車站，距蘇格蘭邊界不到三英里。車站啟用於1846年，現有車站於1927年重建，目前已列為二級登錄建築。